# Başak Demirtaş
Başak Demirtaş (Diyarbakır, 1977) és una professora kurda, esposa de Selahattin Demirtaş, copresident del Partit Democràtic del Poble (HDP) entre 2014 i 2018, a qui fa campanya perquè surti de la presó des del 2016.

## Biografia

### Orígens i família
Başak va néixer l'any 1977 a Diyarbakır i va créixer en una família pobra del districte Sur de la ciutat. El seu pare, un treballador jubilat, es va dedicar a la política des de joventut, i en represàlia va ser empresonada quan tenia 5 anys. Durant la infantesa va conèixer el seu marit com a veí del costat. Va cursar estudis superiors i es va graduar en Educació a la Facultat d'Educació de la Universitat de Dicle. El 2002 es va casar amb Selahattin Demirtaş i tenen dues filles, anomenades Dılda i Delal.

### Suport al marit empresonat
Amb relació a la detenció del seu marit per les autoritats turques, el 4 de novembre de 2016, va manifestar a Cumhuriyet que li havia recordat a la seva pròpia infància: «Es van emportar el meu pare el 1982. Estàvem a Diyarbakır i la policia també va venir enmig de la nit». Com a conseqüència dels fets viatja regularment de Diyarbakır a Edirne, al nord-oest de Tràcia, per a visitar el seu marit. Segons va expressar a la BBC, va intentar ser la veu del seu marit fora de la presó durant les eleccions presidencials turques de 2018, a les quals va concórrer com a candidat de l'HDP. El 6 de juny de 2018, Selahattin Demirtaş, des de la presó, va fer un discurs de campanya a través del telèfon de la seva dona.
El 2018 es va reunir amb la relatora de la Unió Europea Kati Piri per a defensar l'alliberament del seu marit. Durant la pandèmia de COVID-19 va fer campanya per la inclusió dels presos polítics en una llei que alliberés a milers d'ells. L'any 2019 a Estocolm va participar al congrés anual de l'Aliança Progressista, on va recollir el Premi al coratge polític en nom del seu marit. El juny de 2020 va ser l'objectiu d'una amenaça sexual d'un compte de Twitter, que va provocar una onada de solidaritat d'activistes en defensa dels drets humans i de dones del món de la política. El setembre de 2020 va deixar la seva feina com a mestra a causa del caràcter impredictible dels permisos de visita al seu marit durant la pandèmia de COVID-19.

### Judici
El novembre de 2021 va ser condemnada amb el seu metge a dos anys i mig de presó cadascun, segons la darrera vista de la 6a Cort Penal Suprema de Diyarbakır, per un certificat sanitari inexacte. La defensa va reclamar els registres pertinents, que demostraven que l'examen mèdic es va produir en el context de complicacions mèdiques greus fruit d'un avortament involuntari, i que no van ser examinats pel tribunal turc i apel·larà la sentència. La defensa també afirma que aquest procés forma part del càstig col·lectiu i l'assetjament a l'oposició.